# Cheonggu-dong
Cheonggu-dong (koreanska: 청구동)  är en stadsdel i stadsdistriktet Jung-gu i Sydkoreas huvudstad Seoul. Stadsdelen fick sitt nuvarande namn 20 juli 2013. Dessförinnan hette den Sindang 4-dong.